# Schloss Eichberg (Niederschlesien)

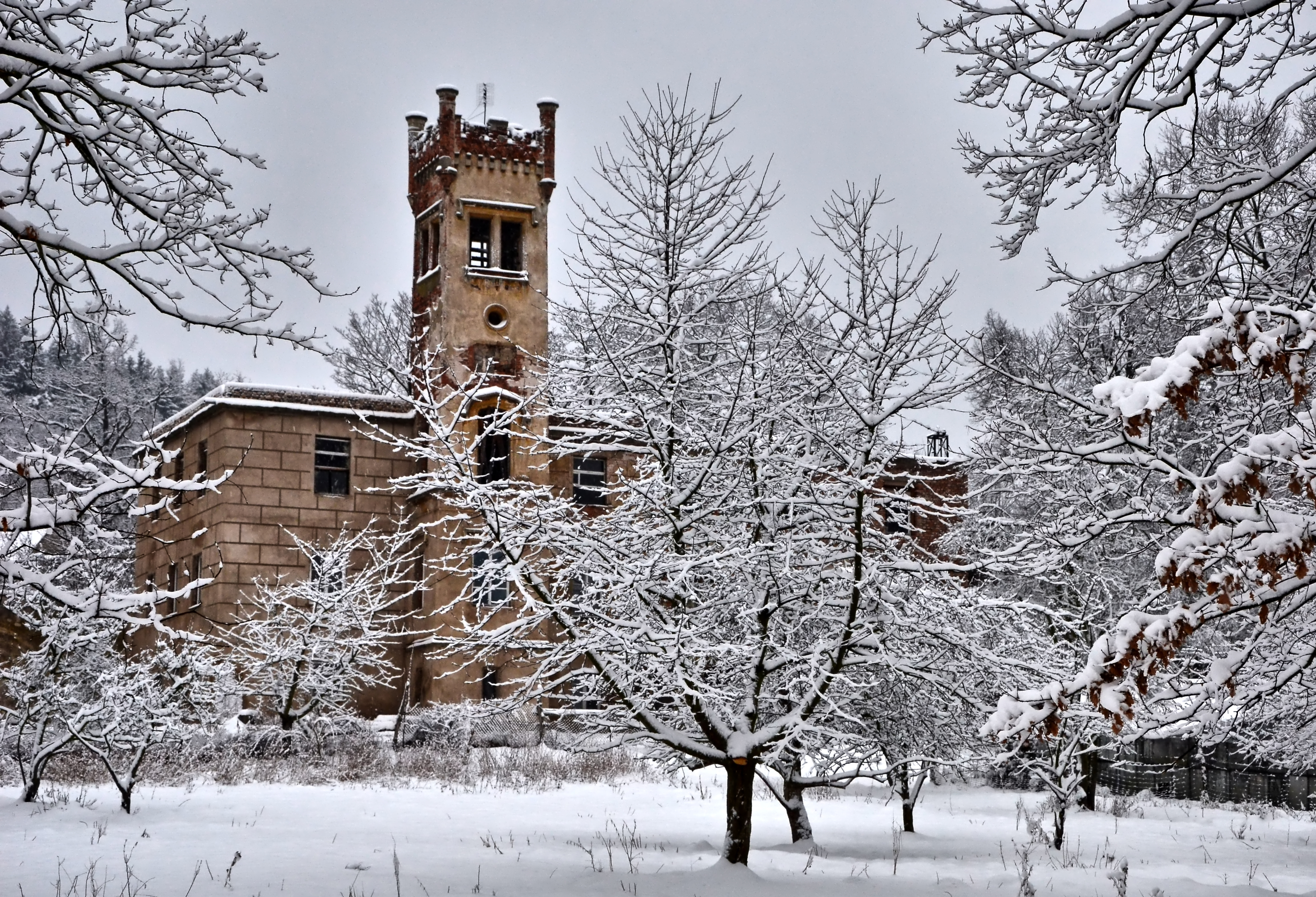
Schloss Eichberg

Schloss Eichberg (polnisch Pałac w Dąbrowicy) ist ein Schloss in Dąbrowica (Eichberg) im Powiat Karkonoski im Hirschberger Tal in der Woiwodschaft Niederschlesien in Polen.

## Geschichte
Bereits im 15. Jahrhundert befand sich hier eine Burg, die 1751 im Barockstil ausgebaut wurde. 1835 wurde das Schloss im Stil der Neugotik umgebaut. Das Schloss verfiel nach dem Zweiten Weltkrieg und wird derzeit restauriert.